# Pouylebon
Pouylebon település Franciaországban, Gers megyében. Lakosainak száma 147 fő (2022. január 1.). Pouylebon Bars, Bassoues, Monclar-sur-Losse, Montesquiou és Saint-Christaud községekkel határos.

## Népesség
A település népességének változása:
| Lakosok száma | 159  | 176  | 178  | 140  | 147  | 136  | 139  | 145  | 147  | 147  |
|               | 1968 | 1982 | 1990 | 2006 | 2013 | 2015 | 2017 | 2019 | 2020 | 2022 |